# Brünn/Thüringen
Brünn/Thüringen (ufficialmente Brünn/Thür.) è un comune di 405 abitanti della Turingia, in Germania.
Appartiene al circondario (Landkreis) di Hildburghausen (targa HBN) ed è amministrato dal "comune amministratore" (Erfüllende Gemeinde) di Auengrund.